# Atelier d'Offard
L'Atelier d'Offard est une entreprise de papier peint fondée par François-Xavier Richarden 1999. Elle est située à Tours.

## Présentation
L'entreprise est fondée en 1999 à Tours par François-Xavier Richard, ancien étudiant aux Beaux-Arts d’Angers.
L'entreprise fabrique du papier peint à la planche, selon des techniques anciennes, et du Carton Pierre. Les presses sont conçues sur mesure et les techniques et les motifs sont inspirés du XVIIIe siècle. Avec son père, ingénieur, il conçoit les équipements pour fabriquer les lés (bandes de papier peint) dans les règles de l’art. Les machines, contrairement à celles du XVIIIe siècle, peuvent être manipulées par une seule personne au lieu de deux. 

## Savoir-faire
L'Atelier d'Offard développe plusieurs types de savoir-faire anciens. Une approche contemporaine et des outils modernes sont ajoutés à ces techniques.

### Papier Peint
L'impression à la planche est l'une des premières techniques développées au sein des grandes manufactures de papier peint des XVIIe et XVIIIe siècles. Une première couleur est appliquée sur le papier à l'aide de brosses, puis le motif est imprimé sur le papier, couleur après couleur, à l'aide d'une planche gravée,. 
L'utilisation des planches est également mise en oeuvre dans d'autres techniques : la tontisse, qui consiste à imprimer une colle sur le papier et lui appliquer une poudre de soie, ou le gaufrage, qui consiste à mettre sous pression le papier, afin de lui donner un relief,. 

### Carton Pierre
Initialement mis en place pour recycler ses chutes de papier, l'Atelier d'Offard développe le Carton Pierre, un matériau oublié, composé de matières organiques et minérales, qui permet de réaliser des ornements et décors en relief. 

## Les récompenses
- 2006 : Prix de l'Académie des sciences, arts et belles lettres[16].
- 2009 : Prix Liliane Bettencourt pour l'intelligence de la main[17].
- 2012 : Prix des talents de l'audace aux Talents du Luxe[18].

L'Atelier d'Offard est une entreprise du patrimoine vivant.

## François-Xavier Richard
Le 3 Novembre 1999, François-Xavier crée l’Atelier d’Offard, à Saumur, et répond à sa première commande pour la maison de George Sand. S’ensuivront rapidement des projets tels que : le palais d’Ajuda à Lisbonne, le théâtre Garcia Resende à Evora, divers chantiers avec Belfry Historicsaux Etats-Unis, des chantiers en Angleterre, en Italie etc.

## Galerie

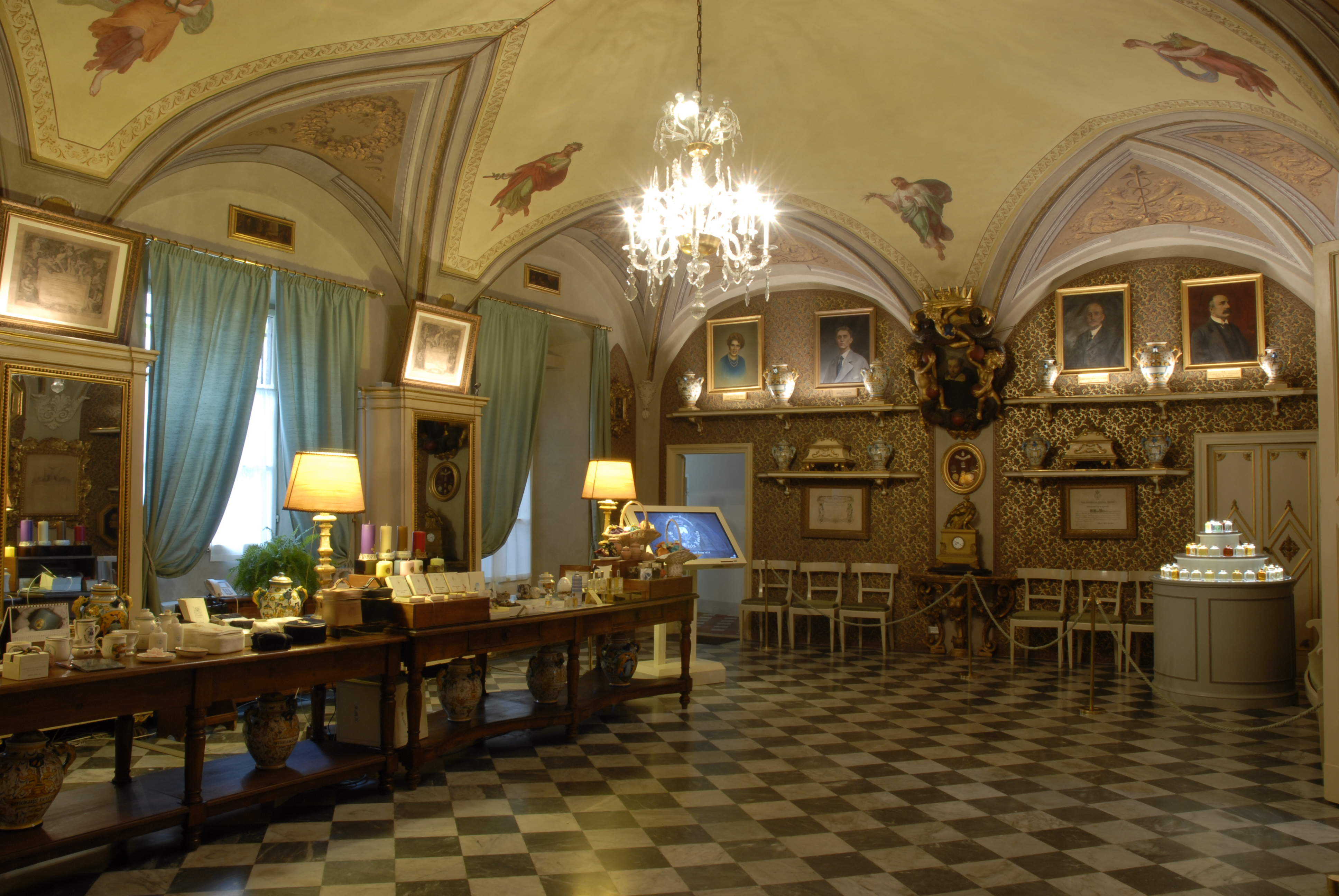
Restauration du papier peint d'origine à Florence
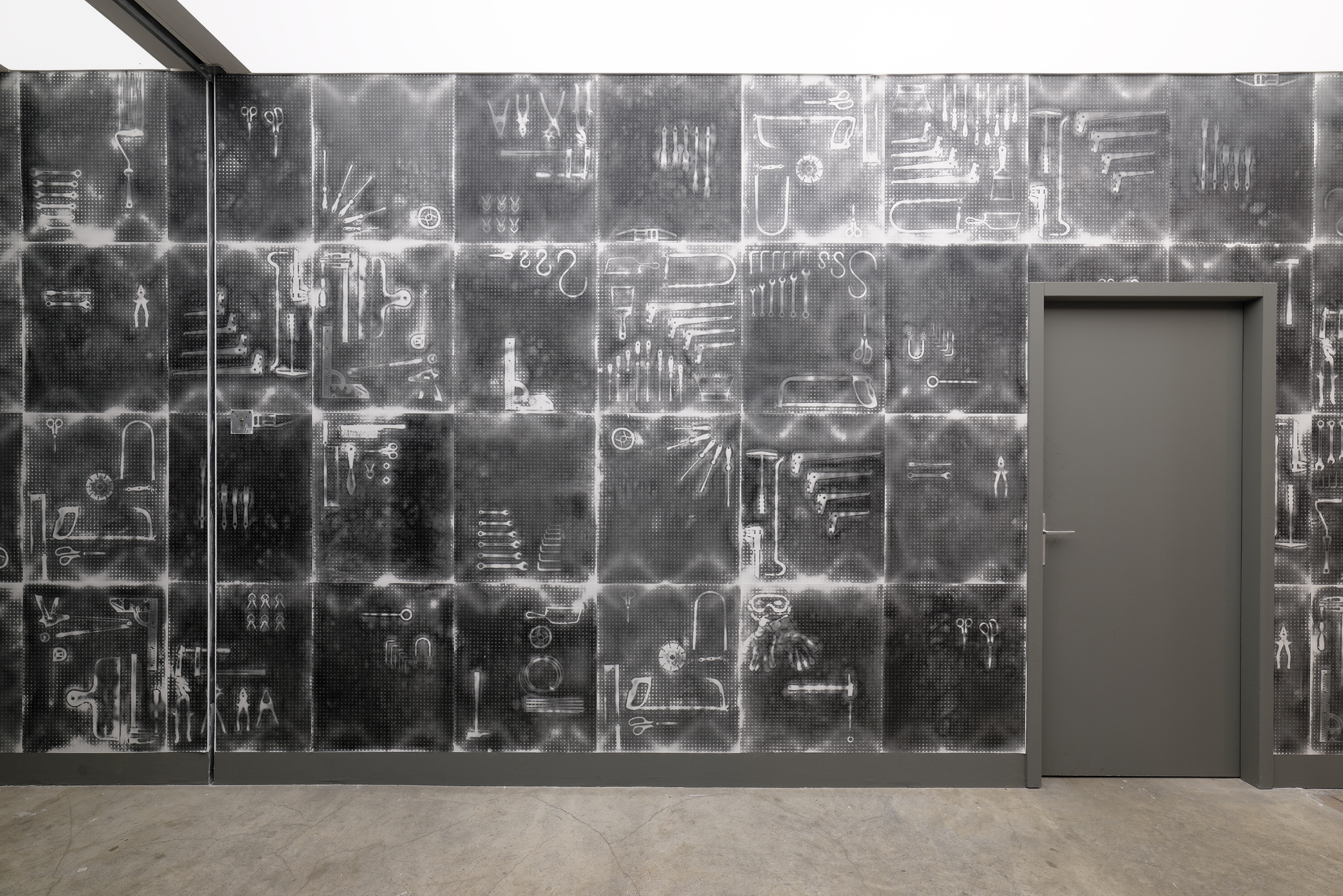
Exposition au Palais de tokyo - Technique : impression thermique